# Age of Consent
Age of Consent (br.: A idade da reflexão / pt.: Homens maduros[carece de fontes?]) é um filme de comédia romântica australiano de 1969, dirigido por Michael Powel. O roteiro de Peter Yeldham adapta o livro semiautobiográfico homônimo de 1935 de Norman Lindsay, que morreu no ano em que o filme foi lançado. Helen Mirren, num papel sensual, aparece em seu primeiro filme como protagonista.

## Elenco
- James Mason...Bradley Morahan
- Helen Mirren...Cora Ryan
- Jack MacGowran...Nat Kelly
- Neva Carr Glyn...Ma Ryan
- Andonia Katsaros...Isabel Marley
- Michael Boddy...Hendricks
- Harold Hopkins...Ted Farrell
- Slim DeGrey...Cooley
- Max Meldrum....Entrevistador de TV
- Frank Thring...Godfrey, negociante de arte
- Clarissa Kaye...Meg
- Judith McGrath...Grace

## Sinopse
Bradley Morahan é um pintor que está contrariado por se sentir confinado em Nova Iorque, apesar de ser bem-sucedido. Ele vai até a Austrália e aluga uma cabana numa ilha vizinha da Grande Barreira de Corais, esperando contar apenas com a companhia de seu fiel cão Godfrey. Ele fica decepcionado ao descobrir que na ilha existem outros moradores. Uma delas é a moça Cora, que ganha a vida mergulhando atrás de crustáceos e outros animais marinhos que vivem na Grande Barreira de Corais. Ela sofre com a avó alcoólica e sonha em economizar dinheiro suficiente para partir para Brisbane, onde quer trabalhar de cabeleireira. Bradley quer ajudá-la e a contrata como modelo, logo percebendo a beleza dela. Mas o trabalho é perturbado com a chegada de Nat Kelly, um "amigo" trapaceiro, e pela avó de Cora, que acusa o pintor de querer se aproveitar sexualmente da moça.[carece de fontes?]

## Produção
O romance de Norman Lindsay foi publicado em 1938 e foi proibido na Austrália. A versão para o cinema foi anunciada em 1961 pelo produtor Oscar Nichols que queria Dan O'Herlihy e Glynis Johns como protagonistas. Em 1962 Michael Pate tinha na verdade os direitos e contatou Michael Powell. Eles contrataram Peter Yeldham para escrever o roteiro.
Muitas mudanças foram feitas na história do livro inclusive mudando a ambientação de Nova Gales do Sul para a Grande Barreira de Corais e transformando o pintor num sucesso, não num fracasso. O financiamento foi da Columbia Pictures de Londres.

Antes das filmagens começarem, o diretor Michael Powell disse (tradução livre):
Meu próximo filme é a história de um pintor que acredita que sua carreira acabou e de uma moça que o persuade a começar de novo...Ele provavelmente vai pintar ela; assistir a um artista sentado e pintando uma moça poderia ser excitante, mas eu tive que ficar muito tempo explicando ao meu roteirista que para mim este não seria todo o excitamento. O que me interessava era a problemática da Criação e o fato de que isto no caso do pintor era muito físico. Ele terá que lutar mais fortemente do que antes quando escapara da realidade. Será uma comédia ligeiramente amarga que eu vou produzir com James Mason que interpretará o protagonista.
 Powell e Mason quiseram trabalhar juntos anteriormente em I Know Where I'm Going!, mas não conseguiram chegar a um acordo sobre a bilheteria e Mason não estava disposto a filmar na Escócia. Após Age of Consent, Powell tentou recrutar o ator para sua versão de "A Tempestade" de Shakespeare, um projeto que nunca se consolidou.
Havia sido cotada para o papel da moça protagonista uma desconhecida atriz australiana de 17 anos de idade mas  Helen Mirren acabou por ser escolhida 
As filmagens começaram em março de 1968 num hipódromo de Albion Park e mais tarde em Brisbane, com locações em Dunk Island e Purtaboi Island na Grande Barreira de Corais ao longo da costa de Queensland, e filmagens de interiores no Ajax Film Centre nos Subúrbios ao leste de Sydney 

### Cenas subaquáticas
As filmagens subaquáticas foram de Ron & Valerie Taylor no primeiro trabalho deles para um longa-metragem (Em 1980, eles fariam as cenas de The Blue Lagoon).

## Censura
Apesar de Age of Consent ter sido lançado sem cortes na Austrália  e também passar pelo Gabinete de Classificação de Filmes Britânicos (British Board of Film Classification) sem qualquer pedido para cortes[carece de fontes?] o distribuidor, Columbia Pictures, decidiu cortar a cena de cama na abertura entre James Mason e Clarissa Kaye, e também algumas de nudez de Mirren, reduzindo a duração do filme de 106 para 98 minutos para as exibições no Reino Unido. Os executivos da Columbia não gostaram da trilha sonora original de Peter Sculthorpe e a substituíram por uma de Stanley Myers. A música original foi restaurada em 2005.

## Recepção

### Bilheteria
Age of Consent foi um grande sucesso na Austrália, onde em geral recebeu críticas favoráveis e grande audiência; foi exibido por sete meses em Sydney. Foi o 13º filme mais popular na Austrália em 1969.

### Crítica
Fora da Austrália, as críticas não foram positivas. Penelope Mortimer em The Observer escreveu:
Eu admiro tremendamente James Mason e acreditava, até assistir Age of Consent, que ele nunca erraria...O melhor a fazer é perdoar e esquecer.
 Na resenha da Revista Variety foi dito:
O filme tem a abundância de um milharal, é algumas vezes lento, repetitivo e mal editado...Ainda assim tem um imenso charme, e a fotografia e o cenário soberbo são um bom folheto de viagem para a Grande Barreira de Corais.
Michael Powell achava que o filme tinha se tornado uma comédia: "Uma comédia sensual. Não é um grande sucesso mas é interessante de qualquer jeito ".

## Versão restaurada
Em 2005 no Festival de Cinema de Sydney, uma versão integral restaurada foi exibida, com a trilha sonora original e cenas cortadas recuperadas. A restauração foi incentivada por Martin Scorsese, um grande fã de Michael Powell, e foi realizada por The Film Foundation, como parte do trabalho de restauração da obra do diretor, sob a supervisão da editora Thelma Schoonmaker, esposa de Powell de 19 de maio de 1984 até a morte dele em 1990. A versão restaurada foi lançada nos Estados Unidos em DVD em janeiro de 2009 como parte de um pacote duplo dos filmes de Powell, acompanhado de A Matter of Life and Death. Essa versão restaurada não foi lançada em DVD na Europa mas foi exibida na TV. Estreou em Film Four no Reino Unido em dezembro de 2012.
Umbrella Entertainment lançou em DVD a versão restaurada na Austrália em julho de 2012 com curta-metragens especiais que incluem Martin Scorsese em Age of Consent, comentário em áudio com o historiador Kent Jones, as filmagens de Age of Consent, Helen Mirren: A Conversation with Cora, e Down Under com Ron e Valerie Taylor 